# Kruising tussen mens en chimpansee

Charles Darwin op een spotprent

Een kruising tussen een mens en een chimpansee is misschien mogelijk aangezien het DNA van de twee soorten voor ongeveer 99,4% (andere wetenschappers houden het op 96%) overeenkomt. De overeenkomst is te vergelijken met die tussen paard en ezel (die een muilezel of muildier als hybride kunnen produceren). In het Engels worden dergelijke wezens chumans of humanzees genoemd (van human mens en chimpanzee chimpansee). Hun bestaan is nog hypothetisch: er is geen enkel wetenschappelijk erkend voorbeeld van zo'n hybride.
Het zou kunnen dat er mensen gemeenschap hebben gehad met chimpansees. Mensen en chimpansees hebben een verschillend aantal chromosomen en 99,9% van dergelijke kruisingen zou waarschijnlijk onvruchtbaar zijn, net als 99,9% van de muildieren en muilezels (kruisingen tussen paard en ezel).
De bekendste mogelijke mens-chimpansee-hybride was een wezen genaamd Oliver dat bij een reizend circus hoorde en oorspronkelijk uit het Kongogebied zou komen. Oliver ging liever met mensen dan met chimpansees om, liep rechtop en zat in stoelen. Hij had minder haar, een kleinere kin, een kleiner en ronder schedeldak en puntigere oren dan de meeste chimpansees. Na erotische interesse te hebben getoond voor de vrouw van zijn baas werd hij verkocht aan een New Yorkse advocaat genaamd Michael Miller.
Als verklaring voor Olivers vreemde trekken zijn, naast bestialiteit, ook wel spontane mutatie of kruising met een andere apensoort (zoals de bonobo of gorilla) gegeven. Men heeft nooit pogingen gedaan hem iets te leren, hij ging van eigenaar naar eigenaar en trad op als circusattractie. Uiteindelijk eindigde hij in een proefdiercentrum. Hij hoefde hier geen experimenten te ondergaan, maar zat in zo'n kleine kooi dat zijn spieren atrofieerden. In 1996 werd hij overgebracht naar een tehuis voor bejaarde chimpansees en werd wetenschappelijk onderzocht door de geneticus David Ledbetter van de Universiteit van Chicago. Ledbetter vond geen enkel bewijs dat Oliver een kruising tussen mens en chimpansee zou zijn, maar kon zijn afwijkende gedrag en uiterlijk niet verklaren. Oliver had net als elke chimpansee 48 chromosomen (eerder werd gesuggereerd dat hij er 47 zou hebben, één minder dan chimpansees en één meer dan mensen).
Theoretische mens-dier-hybriden roepen grote ethische vragen op. Een vraagstuk zou zijn of dergelijke wezens voor de wet mensen zijn of niet.
Ilja Ivanov was een Sovjetwetenschapper die in de jaren 10 en 20 van de 20e eeuw poogde een mens-aaphybride te creëren. Hiervoor reisde hij naar Afrika, waar hij chimpansees liet insemineren met sperma van de lokale bevolking. Dit leverde echter geen resultaat op. Een aantal apen werd meegenomen naar een kweekstation in Soechoemi, waar hij verder werkte aan zijn studie. Hij poogde ook om toestemming te krijgen om vrouwen uit Guinee te insemineren met chimpanseesperma, maar de Franse koloniale regering was hierop tegen en er is geen bewijs gevonden dat dit experiment toch heeft plaatsgevonden. Begin jaren 30 werd hij gearresteerd door de Sovjetregering en veroordeeld tot dwangarbeid in Alma-Ata, waar hij 2 jaar later stierf aan een beroerte.